# Al Matthews
Al Matthews (* 21. November 1942 in Brooklyn, New York; † 23. September 2018 in Orihuela, Spanien) war ein US-amerikanischer Schauspieler und Sänger.

## Leben
Matthews diente im Vietnamkrieg beim United States Marine Corps und schied nach sechs Jahren als Sergeant mit zwei Purple Hearts aus dem Dienst. 1971 zog er nach England, wo er zunächst als Sänger auftrat. 1975 gelang ihm mit der Single Fool der Einstieg in die britischen Singlecharts. Der Titel hielt sich acht Wochen in den Charts und stieg bis auf Position 16. Es gelangen ihm keine weiteren Charterfolge, er blieb ein One-Hit-Wonder. Er arbeitete zudem als Moderator unter anderem bei BBC Radio 1, spielte am Tricycle Theatre in Kilburn und in verschiedenen Fernsehproduktionen.
Matthews hatte kleinere Filmrollen in mehreren international erfolgreichen Kinoproduktionen. Meist handelte es sich um kaum mehr als Statistenrollen und untergeordnete Nebenrollen. Eine etwas größere Nebenrolle hatte er als Sergeant Apone in Aliens – Die Rückkehr.

## Filmografie (Auswahl)
- 1979: Yanks – Gestern waren wir noch Fremde (Yanks)
- 1981: Ragtime
- 1981: Barbara’s Baby – Omen III (The Final Conflict)
- 1983: Superman III – Der stählerne Blitz (Superman III)
- 1983: Die Profis (The Professionals)
- 1986: Aliens – Die Rückkehr (Aliens)
- 1988: Amerikanisches Roulette (American Roulette)
- 1997: James Bond 007 – Der Morgen stirbt nie (Tomorrow Never Dies)
- 1997: Das fünfte Element (The Fifth Element)